# Вийбла
Ви́йбла (ест. Võibla küla) — село в Естонії, у волості Тарту повіту Тартумаа.

## Населення
Чисельність населення на 31 грудня 2011 року становила 123 особи.

## Географія
Через населений пункт проходять автошляхи 39 (Тарту — Йиґева — Аравете) та 41 (Кяревере — Кяркна).